# خودشه… آره! آره!
خودشه… آره! آره! (ایتالیایی: Era lui... sì! sì!) فیلمی کمدی به کارگردانی مارینو جیرولامی، مارچلو مارکزی و ویتوریو متز است که در سال ۱۹۵۱ منتشر شد.

## بازیگران
- والتر کیاری
- ایزا بارزیتزا
- کارلو کامپانینی
- فانفولا
- سیلوانا پامپانینی
- سوفیا لورن
- جیزلا مُنالدی